# Doman
Doman – seria komiksowa stworzona przez Andrzeja O. Nowakowskiego i Janusza Florkiewicza nawiązująca do podań i legend staropolskich. Scenariusz oparty został na powieści Stara Baśń Józefa Ignacego Kraszewskiego.
Pierwszy komiks z serii, zatytułowany Władca Myszy, ukazał się w 1986 nakładem Polskiej Agencji Interpress.

## Tytuły serii
1. Pogromca smoka (scenariusz: Janusz Florkiewicz)[5]
2. Księżniczka Wanda (scenariusz: Janusz Florkiewicz)[6]
3. Władca myszy (scenariusz: Krystyna Nowakowska)[7]
4. Chram na Lednicy (scenariusz: Janusz Florkiewicz)[8]
5. Krzyk orła[9]
6. Rogi Odyna[10] (okładkę I wydania stworzył Jacek Skrzydlewski[11])
7. W cieniu Światowida (okładkę I wydania stworzył Jacek Skrzydlewski[11]; scenariusz: Mariusz Piotrkowski)[12]